# Вайер (Рейн-Лан)
Вайер (нем. Weyer) — община в Германии, в земле Рейнланд-Пфальц. Входит в состав района Рейн-Лан. Подчиняется управлению Лорелай. 
Население составляет 482 человека (на 31 декабря 2010 года). Занимает площадь 6,00 км².